# Olgierd Ciepły

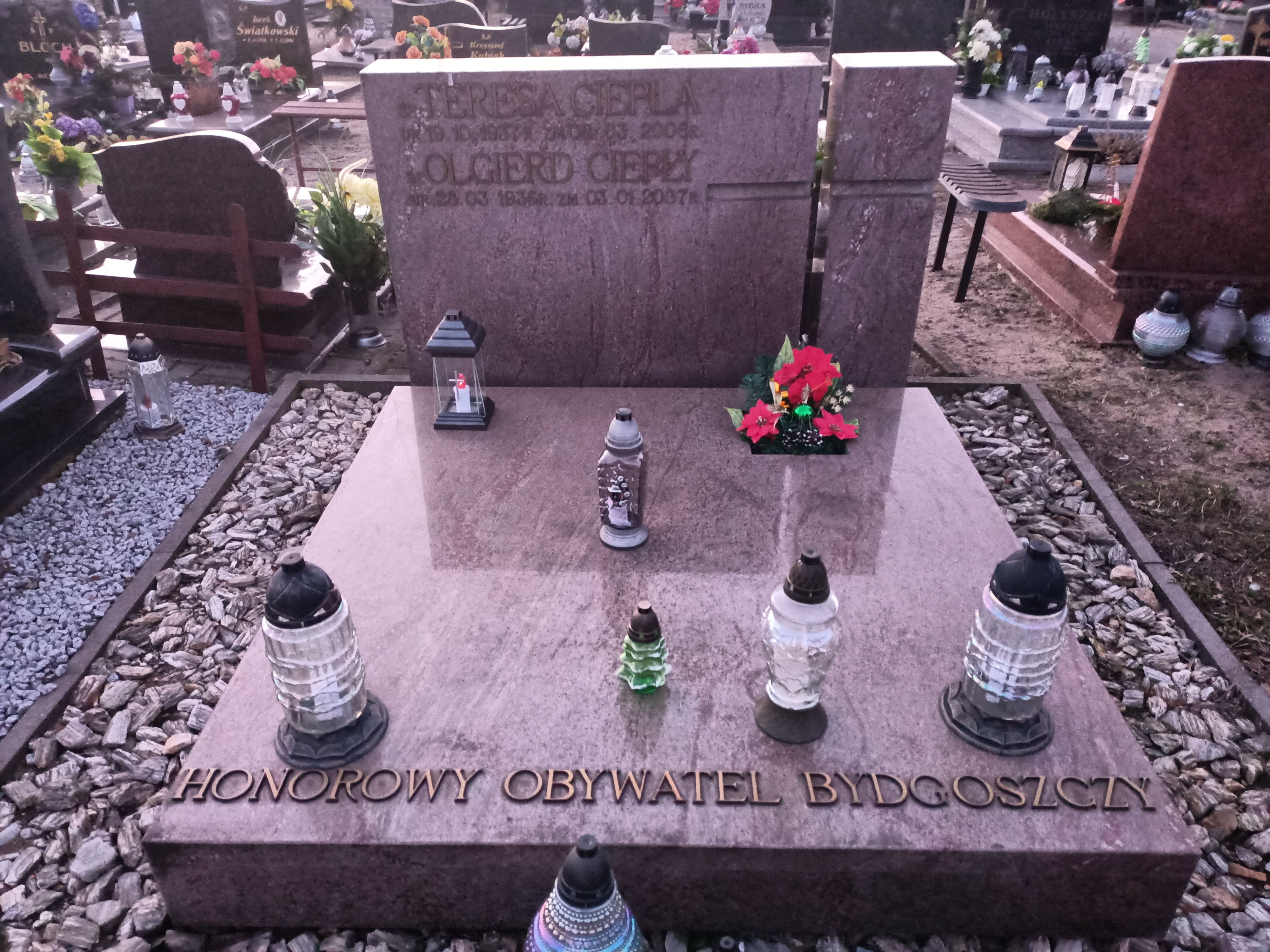
Grób Teresy i Olgierda Ciepłych na cmentarzu ewangelicko-augsburskim Zaświat

Olgierd Ciepły (ur. 28 marca 1936 w Czerniatach, woj. wileńskie, zm. 3 stycznia 2007 w Bydgoszczy) – polski lekkoatleta, młociarz.
Był członkiem Wunderteamu. Dwukrotnie startował na igrzyskach olimpijskich. W Rzymie w 1960 zajął 5. miejsce, a w Tokio w 1964 był ósmy. Dwa razy uczestniczył też w mistrzostwach Europy. W Sztokholmie w 1958 był czwarty, a w Belgradzie w 1962 piąty.
Pięć razy zdobywał tytuł mistrza Polski: w 1959, 1960, 1962, 1963 i 1966. Rekord życiowy (który był także rekordem Polski): 67,50 m.
Występował w barwach klubów Budowlani Wrocław, Czarni Wrocław i Zawisza Bydgoszcz. Był mężem olimpijki Teresy Ciepły.
Został pochowany na Cmentarzu ewangelicko-augsburskim w Bydgoszczy (sektor IX rząd 16, grób 4).